# مشعلية مخرزية
مشعلية مخرزية (الاسم العلمي:Aethionema subulatum) هي نوع من النباتات تتبع جنس المشعلية من الفصيلة الصليبية.